# Старочелнинское сельское поселение (Алькеевский район)
Старочелнинское сельское поселение — муниципальное образование в Российской Федерации на северо-востоке Алькеевского района Республики Татарстан.
Административный центр — село Старые Челны.
Образовано в 2005 году, статус и границы сельского поселения установлены Законом Республики Татарстан от 31 января 2005 года № 10-ЗРТ «Об установлении границ территорий и статусе муниципального образования „Алькеевский муниципальный район“ и муниципальных образований в его составе».

## Состав сельского поселения
| № | Населённый пункт | Тип населённого пункта       | Население (2010) |
| - | ---------------- | ---------------------------- | ---------------- |
| 1 | Бибаево-Челны    | деревня                      | 124              |
| 2 | Новые Челны      | село                         | 234              |
| 3 | Старые Челны     | село, административный центр | 234              |

## Население
| 2010 | 2011 | 2012 | 2013 | 2014 | 2015 | 2016 |
| ---- | ---- | ---- | ---- | ---- | ---- | ---- |
| 592  | ↘590 | ↘578 | ↘565 | ↘551 | ↘533 | ↘516 |
| 2017 | 2018 |      |      |      |      |      |
| ↘507 | ↘498 |      |      |      |      |      |

## География
Граничит на юго-востоке со Староалпаровским, на юге с Новоургагарским, на западе с Базарно-Матакским, на северо-западе с Каргопольским сельскими поселениями Алькеевского района, на севере с Ромодановским, на северо-востоке с Большеполянским, на востоке с Ерыклинским сельскими поселениями Алексеевского района.
Рельеф территории волнистый, изрезан речками и оврагами. Общий уклон местности — на запад. Наименьшая высота над уровнем моря — 83,5 м в низине р. Актай, наивысшая точка — 183 м над уровнем моря — на крайнем севере поселения (Машин лес).
Крупнейшие реки — Актай, Челнинка (правый приток Актая), Актайка (старое название Малая Челна, правый приток Челнинки). Водохранилище на р. Челнинка, крупные пруды в с. Новые Челны и в овр. Журавлиный.
На территории поселения отмечаются проявления карстово-суффозионных процессов.
Севернее д. Бибаево-Челны проходит южная граница Базарно-Матакского участка месторождения нефти.
Поселение относится к лесостепной зоне европейской части России. Основные массивы леса находятся на севере и востоке поселения и относятся к Билярскому лесничеству.
Климат — умеренно континентальный.

## Транспорт
Расстояние от Старых Челнов до с. Базарные Матаки (райцентр) — 11 км (15 км по дороге). Автобусное сообщение отсутствует.
Дорожная сеть представлена тупиковой автодорогой Новые Ургагары — Старые Челны — Бибаево-Челны (IV кат.), от которой проложена подъездная дорога к с. Новые Челны.
Согласно Схеме территориального планирования Алькеевского района, строительство новых дорог к населённым пунктам поселения в ближайшие полтора десятка лет не намечается. Планируемый к постройке в период с 2020 по 2035 годы автодорожный обход с. Базарные Матаки должен частично пройти по землям на юго-западе поселения.
Железных дорог нет (ближайшие ж.-д. станции находятся на расстоянии 80-85 км). На крайнем юго-востоке территории проходит газопровод.

## Образование
Действует основная общеобразовательная школа в с. Старые Челны. Школа в с. Новые Челны закрыта.

## История
Расцвет территории пришёлся на первую четверть XX в., когда население с. Старые Челны, Новые Челны и д. Бибаево-Челны достигало 1,2 тыс., 2,8 тыс. и более 0,8 тыс. человек соответственно, что в сумме составляло около 5 тыс. человек. Однако с тех пор в результате Гражданской войны, проведения коллективизации с раскулачиванием богатых хозяйств, голода в Поволжье в 1921—1922 гг., демографических потерь в годы Великой Отечественной войны и оттока населения в города суммарное количество населения по результатам каждой переписи постоянно снижается.
Населённые пункты поселения до 1920 года входили в состав Спасского уезда Казанской губернии, позднее в состав Спасского кантона Татарской АССР. С 10 августа 1930 года в составе Алькеевского района, за исключением периода с 1 февраля 1963 г. по 12 января 1965 г., когда Алькеевский район был упразднён и его территория входила в состав Куйбышевского района.
В 1936 году был создан Старочелнинский сельсовет.
В середине XX в. в 1 км к западу от с. Старые Челны на левом берегу р. Челнинка существовал посёлок Николаевка (обозначен на картах того времени).